# Never Touched Me
Never Touched Me er en amerikansk stumfilm fra 1919 af Alfred J. Goulding.

## Medvirkende
- Harold Lloyd
- Snub Pollard som Jelous Admirer
- Bebe Daniels
- Sammy Brooks
- Lige Conley